# Мюллер, Генрих
Ге́нрих Мю́ллер (нем. Heinrich Müller; 28 апреля 1900, Мюнхен — предположительно 1 или 2 мая 1945, Берлин) — начальник тайной государственной полиции (IV отдел РСХА) Германии (1939—1945), группенфюрер СС и генерал-лейтенант полиции (1941). Считается одной из самых загадочных фигур нацистской Германии. Факт его смерти долгое время не был точно установлен, что послужило основанием для многочисленных спекуляций о его местонахождении. Самая популярная конспирологическая теория заключалась в том, что после войны Мюллер якобы перебрался в Южную Америку или даже в США, где был тайным советником американских спецслужб.
Как начальник гестапо Генрих Мюллер был причастен почти ко всем преступлениям тайной полиции и управления безопасности (РСХА) и олицетворял собой террор гестапо. Мюллер не оказался в числе обвиняемых на Нюрнбергском процессе, так как было собрано достаточно материала, указывающего на его смерть. Но, несмотря на отсутствие обвинения, деяния Мюллера нашли своё отражение в документах процесса.

## Биография

### Детство и юность
Генрих Мюллер родился 28 апреля 1900 года в Мюнхене в католической семье бывшего чиновника жандармерии и управляющего Алоиза Мюллера и его жены Анны, урождённой Шрайндль. Он был единственным ребёнком, его сестра умерла сразу после рождения. С 1906 года посещал школу в Ингольштадте. После окончания начальной школы 25 февраля 1907 года родители отправили его в немецкую рабочую школу в Шробенхаузене. Он был хорошим учеником, однако учитель охарактеризовал его как избалованного мальчика, подозрительного и склонного ко лжи. Последние школьные годы Мюллер провёл в Крумбахе.
Окончив восьмой класс школы в 1914 году, он стал учеником-подмастерьем на баварском авиационном заводе в Мюнхене. После трёхгодичного обучения 11 июня 1917 года записался добровольцем в армию. Обучался военному делу в Мюнхене, Аугсбурге и Нойштадте и в декабре 1917 года получил распределение в качестве ученика лётчика. В марте 1918 года завершил лётную подготовку и в апреле 1918 года был отправлен на Западный фронт в авиационное отделение А-187.
Уже 17-летним юношей Мюллер хотел привлечь к себе внимание. Он самостоятельно совершил налёт на Париж и был награждён Железным крестом 1-го класса.
13 июня 1919 года в возрасте 19 лет был уволен в запас в звании вице-фельдфебеля и до ноября 1919 года работал экспедитором при инспекции по аэронавигации.

### Ранняя карьера в полиции
1 декабря 1919 года Мюллер поступил на службу в административную часть полицейского управления города Мюнхена в качестве помощника. 16 октября 1920 года переведен в службу безопасности управления полиции Мюнхена. В отделе VI А политической полиции в его компетенцию входили наблюдение и борьба с организациями левого толка.
В 1923 году обучавшийся в частном порядке в Людвигском реальном училище Мюллер получил свидетельство о среднем образовании. В том же году его назначили ассистентом полиции.
17 июня 1924 года Мюллер женился на Софии Дишнер (1900—1990), дочери состоятельного владельца издательства и типографии Отто Дишнера из Пазинга. Со своей будущей женой он познакомился в 1917 году. В браке с Софией родились сын Райнхард (1927) и дочь Элизабет (1936). После рождения дочери, у которой был синдром Дауна, пара отдалилась друг от друга и с конца 1930-х годов жила отдельно. В 1939—1945 годах Мюллер имел внебрачные отношения со служащей железной дороги Анной Шмид.
Успешно сдав экзамен по специальности на среднюю ступень, 1 июля 1929 года Мюллер получил должность секретаря в полиции с годовым окладом 2500 рейхсмарок. В период с 1921 по 1932 год его квалификация оценивалась «хорошо» или «очень хорошо». Начальство видело в нем «добросовестного, находчивого и исполнительного служащего», готового к повышению по службе. В его обязанности входило взятие показаний у подозреваемых коммунистов и закрытие уже рассмотренных дел.
Мюллер был аполитичен, придерживался национальных (но не нацистских) взглядов, тяготея к Баварской народной партии и Немецкой национальной народной партии.

### Карьера с 1933 по 1945 год
После прихода национал-социалистов к власти Генрих Мюллер служил под руководством Рейнхарда Гейдриха, ставшего начальником политического отдела мюнхенской полиции.
1 мая 1933 года получил повышение, став старшим секретарём полиции с окладом 3050 рейхсмарок, а 1 сентября его перевели в баварскую политическую полицию, где 16 ноября он стал инспектором-криминалистом. Адольф Эйхман считал, что примерно в этот период Мюллер был представлен Гитлеру.
При этом внешность Мюллера — невысокий (170 см), темноволосый, с карими глазами — мало соответствовала арийским канонам Генриха Гиммлера. Тем не менее, когда понадобилось подтвердить свое происхождение для членства в НСДАП и СС, Мюллеру удалось, хоть и не совсем полно, документально подтвердить свою родословную начиная с 1750 года.
20 апреля 1934 года Гиммлер, получив должность инспектора и заместителя начальника тайной полиции Пруссии, назначил Гейдриха начальником управления тайной полиции. В тот же день Мюллер, вместе с 37 коллегами переведённый из Мюнхена в Берлин, стал штурмфюрером СС (личный номер 107043) и был зачислен в ряды главного управления СД, однако его принадлежность к СД оставалась формальной, так как работал Мюллер в управлении гестапо в главном отделе II.
4 июля 1934 года он был повышен до оберштурмфюрера СС, хотя непосредственного участия в расправах над штурмовиками СА, по всей видимости, не принимал. В 1936 году получил звание оберштурмбаннфюрера СС и обер-инспектора полиции.
В конце 1936 года партийное руководство в Мюнхене высказалось против повышения Мюллера по службе. В «строго конфиденциальной политической характеристике» начальник управления гау Мюнхен — Верхняя Бавария писал: «Обер-инспектор Генрих Мюллер не является членом партии. (…) Только в силу своего применения в тайной государственной полиции он пользуется почётным правом ношения формы оберштурмбаннфюрера СС». Партийные работники из Мюнхена признали, что Мюллер ещё до 1933 года «очень жёстко, отчасти не обращая внимания на правовые положения, боролся против левых», однако, «при всём огромном рвении и его невероятном честолюбии, если бы потребовалось преследовать правых, то Мюллер и тут сделал бы всё, чтобы добиться признания со стороны начальства», так как «он явно не был национал-социалистом».
Ещё хуже мюнхенское управление гау отзывалось о некоторых особенностях характера Мюллера: «Он бесцеремонный человек, не терпит в своём окружении людей, которые препятствуют его стремлению продвинуться по служебной лестнице (…), однако охотно даёт похвалить себя за работу, которой не занимался. При этом он не стесняется нарушения элементарных понятий товарищества» — и резюмировало: «Для предпочтительного повышения Мюллера по службе нет никакого повода, так как он не имеет никаких заслуг в деле национального подъёма». На всякий случай мюнхенское руководство гау запросило ответственную за Мюллера местную группу НСДАП в Пазинге. Оттуда пришёл следующий ответ: «Как Мюллер получил своё почётное звание в СС, нам неизвестно. (…) Мы плохо можем представить себе его в качестве члена партии». Ещё одно короткое замечание: «Пожертвование на день айнтопфа по 40 пфеннигов».
Тем не менее Мюллер доказал, что такие специалисты, как он, могли сделать в национал-социалистической Германии карьеру, даже если против них выступала партийная организация. В январе 1937 года, вскоре после того, как из Мюнхена на него пришла отрицательная характеристика, обер-инспектор Мюллер перескочил три ступени иерархической лестницы, став оберрегирунгсратом (старшим правительственным советником) и криминальратом (советником уголовной полиции). Вскоре после этого он получил звание штандартенфюрера СС.
В 1937 году Мюллер заявил о своём выходе из церкви, чтобы соответствовать требованиям СС. Для его религиозных родителей этот шаг стал большим оскорблением, но Мюллер решил, что антиконфессиональное поведение принесёт больше преимуществ.
В 1939 году под давлением партийной канцелярии наконец вступил в НСДАП.
В октябре 1939 года рейхскриминальдиректор (директор имперской уголовной полиции) Мюллер, который и в Берлине продолжал говорить на баварском диалекте, был назначен начальником IV управления (гестапо) в составе только что образованного Главного управления имперской безопасности (РСХА).
В ноябре 1941 года получил звание группенфюрера СС и генерал-лейтенанта полиции.
В силу своих профессиональных знаний и отсутствия политических предубеждений Мюллер мог чувствовать своё превосходство над многими представителями верхушки рейха и сохранял независимость даже по отношению к Гиммлеру, Борману и своим непосредственным начальникам Гейдриху и его преемнику Кальтенбруннеру.
Начальника политической разведки Вальтера Шелленберга и начальника криминальной полиции Артура Небе Мюллер отталкивал от себя одним своим внешним видом: пробор посередине, выбритый затылок, сжатые губы, колкий взгляд, постоянно дрожащие веки.
Мюллер с рвением и беспощадностью выполнял свои обязанности — поиск и обезвреживание «врагов рейха». Он, в частности, лично руководил ликвидацией подпольной организации «Красная капелла», а также розыском лиц, причастных к попытке государственного переворота 20 июля 1944 года, прежде всего Артура Небе. В октябре 1944 года Мюллер был представлен к награждению Рыцарским крестом креста «За военные заслуги». При этом были отмечены разработанные им «разнообразные методы современной профилактики» в борьбе против врагов государства.
Следы Мюллера потерялись в мае 1945 года. Достоверно известно, что 28 апреля 1945 года в крипте разбомбленной Троицкой церкви на Мауэрштрассе, где Мюллер разбил временную штаб-квартиру, он допрашивал свояка Гитлера группенфюрера СС Германа Фегелейна, который был обвинён в дезертирстве и казнён. Во время самоубийства Гитлера Мюллер находился в непосредственной близости — в бункере фюрера.
Согласно показаниям различных свидетелей, допрошенных западногерманской полицией в 1961 году, в последний раз Мюллера видели живым вечером 1 мая 1945 года. Несколько очевидцев заявили, что он отказался примкнуть к группе, которая ночью пошла на прорыв из окружения. По воспоминаниям Ганса Баура, личного пилота Гитлера и старого друга Мюллера, тот сказал: «Я прекрасно знаю методы русских. У меня нет ни малейшего намерения попасть в плен к русским». По словам другого свидетеля, Мюллер, объясняя отказ присоединиться к группе прорыва, сказал: «Режим пал, и я вместе с ним».

### Исчезновение и поиски
В августе 1945 года на территории Имперского министерства авиации во временной могиле был обнаружен труп в генеральском мундире, во внутреннем кармане которого находилось служебное удостоверение на имя группенфюрера СС Генриха Мюллера с его фотографией. Тело было сначала перезахоронено на старом еврейском кладбище «Большая Гамбургская улица», а затем якобы — на гарнизонном кладбище Лилиентальштрассе в Берлине-Нойкёльне. Версия, что это было тело Мюллера, не подтвердилась. В сентябре 1963 года по распоряжению прокуратуры была проведена эксгумация останков из места захоронения. Были обнаружены три скелета и один череп. Экспертиза установила, что останков Мюллера в общей могиле нет.
Вальтер Шелленберг в своих воспоминаниях, впервые опубликованных уже после его смерти в 1956 году, высказал версию о том, что Мюллер не умер в 1945 году, а был завербован НКВД и в дальнейшем жил в СССР. Ходили слухи, будто он скончался в Москве в 1948 году.
Затем стали выдвигаться версии, что Мюллер якобы скрылся в Патагонии. Назывались различные возможные места его пребывания: Аргентина, Чили, Боливия, Бразилия, Парагвай. Предполагалось даже, что он стал сотрудником Штази.
В 1990-е годы в США были опубликованы «Вербовочные беседы» и «Дневники» Мюллера, которые оказались «литературной мистификацией». Согласно этой «американской» версии, Мюллер был завербован ЦРУ, в дальнейшем жил в США и умер в 1982 году в Калифорнии. Однако само ЦРУ исходило из того, что Мюллер скончался в начале мая 1945 года в Берлине.
31 октября 2013 года немецкий историк профессор политологии Свободного университета Берлина руководитель мемориала немецкого Сопротивления Йоханнес Тухель опубликовал найденные им документы, из которых следует, что труп Мюллера в генеральской форме был обнаружен во временном захоронении около министерства авиации в августе 1945 года. В левом нагрудном кармане находилось его служебное удостоверение СС с фотографией. Могильщик Вальтер Людерс заявил в октябре 1963 года в полиции: «Я сличил снимок с лицом трупа. Могу сказать, что изображенный на снимке человек чисто внешне совпадал с трупом». Труп был перезахоронен на еврейском кладбище в берлинском районе Митте. По словам Тухеля, смерть Мюллера была засвидетельствована в 1945 году загсом района Митте, в качестве места захоронения значилось еврейское кладбище. Это совпадает с показаниями могильщика, но в 1963 году им не придали значения.
29 апреля 2022 года ФСБ России опубликовала рассекреченный протокол допроса личного пилота Гитлера Ганса Баура, который утверждал, что Генрих Мюллер собирался покончить с собой после самоубийства фюрера: «Группенфюрер СС Мюллер еще 30 апреля, после смерти Гитлера, сказал мне, что и он вместе с еще двумя сотрудниками СД застрелится». Баур также сообщил, что самоубийство Мюллера и двух его сотрудников в Рейхсканцелярии якобы подтвердил монтёр Хентшель, которого он встретил в советском плену.

## Генрих Мюллер в популярной культуре

### Беллетристика
В СССР и Восточной Европе образ Мюллера получил известность благодаря роману Юлиана Семёнова «Семнадцать мгновений весны» и его телевизионной экранизации. При этом писатель увеличил возраст начальника гестапо: в книге Мюллер на десять лет старше Штирлица, хотя они должны быть одногодками.
В романах Семёнова «Экспансия-I», «Экспансия-II» и «Экспансия-III», повествующих о послевоенной работе Штирлица по выявлению национал-социалистического подполья в испаноязычных странах, Мюллер выведен как главный фигурант агентурной сети нацистов, наладивший её работу в Латинской Америке. В книгах, находясь в горах Аргентины, Мюллер «дергал за ниточки» едва ли не всей мировой политики, включая разработку атомного оружия, пытаясь сохранить и отреставрировать осколки национал-социализма и возродить Третий рейх. В заключительной части трилогии Штирлиц вместе с резидентом американской разведки Полом Роумэном похищает Мюллера. Однако на родине Штирлица арестовывают как «нацистского наймита». Дальнейшая судьба Мюллера остаётся неизвестной.

### Кино
- В телефильме Татьяны Лиозновой «Семнадцать мгновений весны» (СССР) Мюллера сыграл Леонид Броневой. Образ шефа гестапо, созданный актёром и режиссёром, оказался одним из самых ярких в сериале, хотя был весьма далёк от исторического прототипа[32].
- Персонаж трёх фильмов о конференции по «окончательному решению еврейского вопроса»: «Ванзейская конференция» (1984, в роли Фридрих Георг Бекхаус), «Заговор» (2001, в роли «Брендан Койл) и Ванзейская конференция» (2022, в роли Якоб Диль).
- В пародийном телефильме «Гитлер капут!» (Россия; 2008) Мюллера играл Юрий Гальцев.
- «Взорвать Гитлера» / «Elser» (Германия; 2015) режиссёр Оливер Хиршбигель, в роли Мюллера — Йохан фон Бюлов.
- «Мозг Гиммлера зовётся Гейдрихом» (2017). В роли Джефф Белл.

## Должности и звания в полиции и в СС
- С 1 декабря 1919 года — помощник в административной части управления полиции Мюнхена;
- с 1 июля 1921 года — помощник в канцелярии;
- с 1 августа 1922 года — ассистент в канцелярии;
- с 1 апреля 1923 года — ассистент в полиции;
- с 1 июля 1929 года — секретарь в полиции;
- с 1 мая 1933 года — старший секретарь в полиции;
- с 16 ноября 1933 года — старший секретарь-криминалист, инспектор-криминалист;
- 20 апреля 1934 года — штурмфюрер СС (личный номер 107043);
- 4 июля 1934 года — оберштурмфюрер;
- с 1 ноября 1934 года — старший инспектор-криминалист;
- 30 января 1935 года — гауптштурмфюрер;
- 20 апреля 1936 года — штурмбаннфюрер;
- 9 ноября 1936 года — оберштурмбаннфюрер;
- 30 января 1937 года — штандартенфюрер;
- с 3 июня 1937 года — главный правительственный советник и криминальный советник;
- 20 апреля 1939 года — оберфюрер;
- с 22 июня 1939 года — начальник криминальной полиции рейха;
- с 1 октября 1939 года — начальник IV отдела РСХА (гестапо);
- 14 декабря 1940 года — бригадефюрер;
- 1 января 1941 года — генерал-майор полиции;
- 9 ноября 1941 года — группенфюрер, генерал-лейтенант полиции.

## Награды
- Железный крест (1914) 2-го и 1-го класса (Королевство Пруссия)
- Крест «За военные заслуги» 3-го класса с мечами (Королевство Бавария)
- Почётный крест Первой мировой войны 1914/1918 с мечами (1934)
- Медаль «В память 13 марта 1938 года»
- Медаль «В память 1 октября 1938 года»
- Пряжка к Железному кресту (1939) 2-го и 1-го класса
- Крест «За военные заслуги» (1939) 2-го и 1-го класса с мечами
- Рыцарский крест креста «За военные заслуги» с мечами (10 октября 1944 года)
- Золотой Рыцарский крест Военных заслуг
- Немецкий Олимпийский почётный знак I степени
- Спортивный знак СА в бронзе
- Золотой партийный знак НСДАП
- Кольцо «Мёртвая голова»
- Почётная шпага рейхсфюрера СС

## Адреса
- Мюнхен, Габриленштрассе (у родителей до 8 июля 1924 года)
- Мюнхен, Банхофштрассе, д. 3 (у родителей жены)
- Мюнхен, Лютцовштрассе
- Берлин-Штеглиц, Кюлеборнвег, д. 11 (с 1934 года)
- Берлин-Ланквиц, Корнелиусштрассе, д. 22 (с 1941 года до мая 1945 года)